# Göncz Renáta
Göncz Renáta (Ajka, 1991. május 16. –) opera-énekesnő (lírai szoprán), a Moltopera Társulat alapító tagja, Kayamar rendszeres partnere.

## Életpályája

### Korai évek
Hétéves korától tanult zongorázni. Zongoristaként több konzervatóriumba is felvették volna, de ő az éneklés mellett döntött. Ezt igazolta utolsó amatőr sikere is: 2008-ban az Ádám Jenő énekverseny első díját és két különdíját is megkapta, még nem volt tizennyolc éves, amikor először énekelt a Zeneakadémia híres tízes termében. A Liszt Ferenc Zeneművészeti Egyetemen, Nádor Magda tanítványaként diplomázott 2013-ban.

### Moltopera
A 2011-ben alakult Moltopera Társulat alapító tagja, a nyitó koncerten Zerlina szerepében debütált Mozart Don Juanjában 2012. február 15-én. Ezt számos fellépés követte a Művészetek Palotájában, a Sziget Fesztiválon, a Pécsi Nemzeti Színházban és más koncerttermekben többek közt Pamina (Mozart: A varázsfuvola), Lola (Mascagni: Parasztbecsület) és Lauretta (Puccini: Gianni Schicchi) szerepében. 2014 októberében debütált az Operaház Királylépcsőjén Sylvia szerepében, Haydn: Lakatlan Sziget című operájában.

### Szólistaként
Számos koncert szólistája, Magyarországon kívül énekelt Hollandiában, Ausztriában, Svédországban és Németországban is. 2012 őszén a Budapesti Akadémiai Kórustársasággal énekelte Mendelssohn 55. zsoltárának szoprán szólóját.

### Kayamar és a könnyűzene
Göncz Renáta operaénekes létére nem ritkán lép fel könnyűzenei és jazz-koncerteken is. 2011 óta tart állandó együttműködése a jazzénekes-zeneszerző Kayamarral, aki gyakran az ő hangjára írja műveit (szerzői CD-je mindkét bonus trackjét ő énekli). A 2012-es Sziget Fesztiválon három könnyűzenei koncert vendége is volt. 2015 decemberében részt vesz az ExperiDance Tánctársulat és a Moltopera közös, karácsonyi produkciójában, az Angyalok Karában.

## Elismerései
- Lantos Magda zongoraverseny - arany fokozat
- Ádám Jenő Országos Énekverseny I. hely és három különdíj